# Chimonobambusa
Chimonobambusa (synoniemen: Menstruocalamus, Oreocalamus, Qiongzhuea) is een geslacht uit de grassenfamilie (Poaceae). 